# Valdecañas de Tajo
Valdecañas de Tajo település Spanyolországban, Cáceres tartományban. Valdecañas de Tajo Almaraz községgel határos. Lakosainak száma 96 fő (2024).

## Népesség
A település népessége az elmúlt években az alábbi módon változott:
| Lakosok száma | 247  | 200  | 168  | 119  | 121  | 139  | 133  | 110  | 113  | 96   |
|               | 2001 | 2004 | 2006 | 2009 | 2011 | 2014 | 2016 | 2019 | 2021 | 2024 |